# بمب هسته‌ای بی۵۷

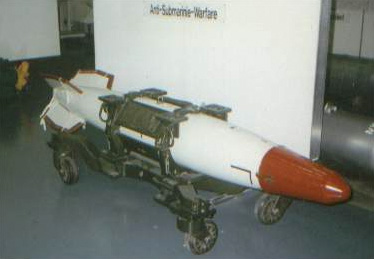
بمب هسته‌ای بی۵۷

بمب هسته‌ای بی۵۷ (انگلیسی: B57 nuclear bomb)یک بمب اتمی تاکتیکی بود که در خلال جنگ سرد و توسط ایالات متحده آمریکا تولید شد.